# Plumaudan
 Plumaudan  (en bretón Pluvaodan) es una población y comuna francesa, situada en la región de Bretaña, departamento de Côtes-d'Armor, en el distrito de Dinan y cantón de Caulnes.

## Demografía
| 796 | 808 | 770 | 737 | 787 | 841 |
| Para los censos de 1962 a 1999 la población legal corresponde a la población sin duplicidades (Fuente: INSEE [Consultar]) |     |     |     |     |     |